# Isanthrene colimae
Isanthrene colimae là một loài bướm đêm thuộc phân họ Arctiinae, họ Erebidae.